# Fancy (canción de Twice)
«Fancy» es una canción grabada por el grupo surcoreano Twice. Fue publicado el 22 de abril de 2019, como sencillo principal de Fancy You, bajo el sello de JYP Entertainment.

## Antecedentes
El grupo anunció el séptimo EP titulado Fancy You a través de su cuenta de Twitter el 7 de abril, además de una gira mundial que dará inicio en mayo de 2019 en la cual el grupo visitará ciudades tales como Seúl, Bangkok, Singapur, Los Ángeles, Manila, CDMX, Newark, Chicago y Kuala Lumpur.
El día 13 de abril JYP Entertainment, publicó el vídeo tráiler del videoclip Fancy titulado TWICE "FANCY" TEASER *SET*.
El día 14 de abril JYP Entertainment, publicó el vídeo tráiler del videoclip Fancy titulado TWICE "FANCY" TEASER *PRELUDE*.
El día 18 de abril JYP Entertainment, publicó el vídeo tráiler del videoclip Fancy titulado TWICE "FANCY" TEASER *CHOREOGRAPHY*.
El día 21 de abril JYP Entertainment, publicó el vídeo tráiler del videoclip Fancy titulado TWICE "FANCY" TEASER *POST HOOK*

## Lanzamiento
El 22 de abril, TWICE realizó una presentación de prensa para el lanzamiento de su nuevo miniálbum Fancy You.
Cuando se le preguntó acerca de su primer regreso del año, Jihyo compartió: «Hasta ahora solo hemos mostrado conceptos brillantes, pero también queríamos mostrar algo de nuestra madurez. Sin embargo, también trabajamos para no soltar nuestra energía desbordante».

### Vídeo Musical
El día 22 de abril JYP Entertainment lanzó el videoclip titulado «Fancy» a las 6PM KST.
El día 23 de abril a las 6PM KST, el videoclip obtuvo 42,854,198 vistas en YouTube.

## Historial de lanzamiento
| País  | Fecha               | Formato              | Sello             |
| ----- | ------------------- | -------------------- | ----------------- |
| Mundo | 22 de abril de 2019 | Digital Streaming CD | JYP Entertainment |